# Хайнрих III (Насау-Зиген)
Вижте пояснителната страница за други личности с името Хайнрих III.
Хайнрих III от Насау (на немски: Heinrich III von Nassau, * ок. 1270, † лятото 1343) от фамилията Дом Насау е от 1303 г. като Хайнрих I граф на Насау-Зиген.

## Биография
Той е най-възрастният син на граф Ото от Насау († 1289/1290), основателят на Отонската линия на Насау, и съпругата му Агнес фон Лайнинген († ок. 1303), дъщеря на граф Емих IV фон Лайнинген-Ландек.
След смъртта на баща му през 1290 г. започва борба между тримата му синове, която завършва през 1303 г. с подялба на Насау. Хайнрих получава Насау-Зиген, брат му Йохан († 1328) става граф на Насау-Диленбург, а брат му Емих († 1334) граф на Насау-Хадамар.
Хайнрих помага на братовчед си Адолф от Насау да бъде избран през 1292 г. за римско-немски крал. През 1296 г. е назначен от Адолф за щатхалтер в Марк Майсен-Тюрингия, което предизвиква съпротивата особено на източногерманските князе. През 1298 г. Хайнрих се бие на страната на краля в битката при Гьолхайм, в която Адолф е убит, а той затворен. По-късно той е на страната на Хабсбургите. С идването на власт на Лудвиг Баварски той печели и неговата подкрепа. През 1328 г. той наследява Диленбург от убития му при Вецлар брат Йохан.
Хайнрих умира през 1343 г. Графството Насау-Зиген е поделено между синовете му.

## Фамилия
Хайнрих се жени пр. 1302 г. за графиня Аделхайд фон Спанхайм-Хайнсберг и Бланкенберг (1270 – 1351), дъщеря на граф Дитрих II фон Спонхайм-Хайнсберг (ок. 1232 – 1303) и Йохана фон Льовен (ок. 1236 – 1291). С нея той има децата:
- Агнес († 1316/1318), ∞ ок. 1312 г. за Герлах II фон Лимбург († 1355)
- Ото II (1305 – 1350), граф на Насау-Диленбург, ∞ 1331 г. за Аделхайд фон Вианден (ок. 1307 – 1376)
- Хайнрих I (1307 – 1378), граф на Насау-Байлщайн, ∞ 1339 г. за Имагина фон Вестербург († 1388)
- Катарина († 1334), абатиса на Алтенберг
- Гертруд († сл. 1353), абатиса на Алтенберг (1329 – 1353).